# 哈薩克國家男子籃球隊
哈薩克國家男子籃球隊是代表哈薩克斯坦參加比賽的國家籃球隊。本隊在國際賽的最佳成績是2002年亞洲運動會籃球比賽的銅牌戰擊敗菲律賓，獲得銅牌及在2007年亞洲籃球錦標賽的第3名爭奪賽輸給南韓，獲得第4名。